# Brand van Moskou (1812)
De brand van Moskou was een brand die op 14 september 1812 in opdracht van de gouverneur van Moskou was aangestoken, op de dag dat Napoleon Bonaparte met zijn legers bezit nam van de stad. De brand dwong Napoleon uiteindelijk om zich terug te trekken, waarmee het keerpunt in diens Russische veldtocht werd ingeluid.

## Geschiedenis van de brand

### Voorspel
In 1812 trok Napoleon met zijn legers Rusland binnen, formeel omdat tsaar Alexander I uit het continentaal stelsel (een anti-Britse handelsblokkade) was getreden. Zijn 'Grande Armée', zo'n 600.000 man (270.000 Fransen en vele troepen van bondgenoten of vazalstaten), stak op 24 juni 1812 de Memel over en startte zijn veldtocht naar Rusland. Rusland paste de strategie van de verschroeide aarde toe, en trok zich alsmaar verder terug. De Russen trachtten de Fransen nog te stoppen bij Smolensk (17 augustus) en Borodino (7 september), maar zonder succes. Op 14 september stond Napoleon, na een tocht van 82 dagen over 800 kilometer, voor Moskou. Hij had gehoopt dat bij het bereiken van de "tweede hoofdstad" Alexander I zijn capitulatie zou aanbieden, maar het Russische opperbevel gaf zich niet over.

### Exodus
Toen Napoleon vanaf de Mussenheuvels aan de rand van de stad over paleizen en gouden koepels van Moskou uitkeek, kon hij in de verte nog een lange stoet mensen zien die de stad via de poorten aan de overzijde verlieten. De Fransen troffen Moskou vervolgens leeg aan, “als een korf waarin de koningin ontbreekt”, schreef Tolstoj. De massale uittocht uit de stad was al in augustus begonnen nadat het nieuws over de nederlaag bij Smolensk Moskou had bereikt. Na de slag bij Borodino, toen maarschalk Koetoezov zich had teruggetrokken tot aan de buitenwijken van de stad, kwam de exodus echter pas echt goed op gang. De rijken (zoals de Rostovs in Tolstojs Oorlog en vrede) pakten hun bezittingen bij elkaar en vertrokken in rijtuigen naar hun landhuizen. De armen gingen te voet, hun kinderen dragend, de kippen op karren en de koeien erachter. Het was een exodus van tienduizenden mensen. De wegen tot aan Rjazan waren verstopt met vluchtelingen.

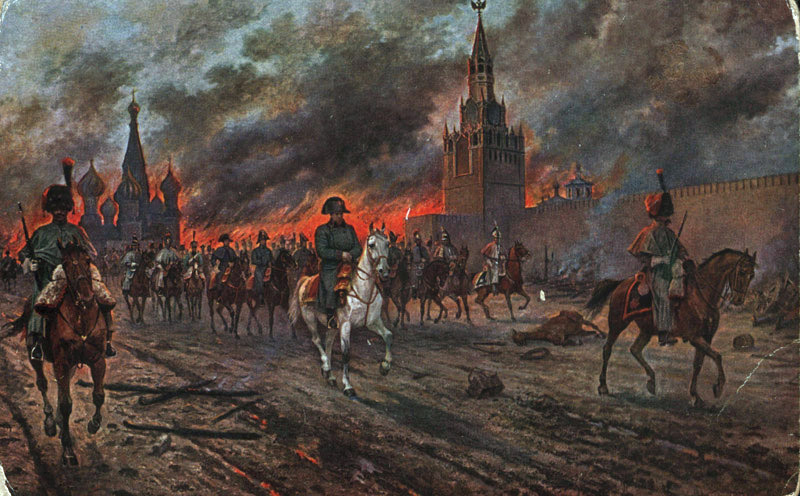
Napoleons terugtrekking uit Moskou, door Viktor Mazoerovski

### Brand
Toen Napoleon zijn intrek nam in het Kremlin, staken enkele Moskovieten die speciaal voor dat doel waren achtergebleven, de eerste handelsposten bij de oostelijke muren in brand. De vuren werden aangestoken in opdracht van graaf Fjodor Rostoptsjin, de gouverneur van de stad. Ze waren bedoeld om de Fransen te beroven van al hun voorraden en hen te dwingen zich terug te trekken. Spoedig stond heel Moskou in lichterlaaie. De schrijver Stendhal (die als kwartiermeester deel uitmaakte van Napoleons staf) beschreef het vuur als “een piramide van koperkleurige rook, waarvan de basis op de grond staat en de top tot in de hemel reikt”. Op de derde dag was het Kremlin omgeven door vlammen en moest Napoleon vluchten. Hij vocht zich een weg “door een muur van vlammen”, aldus de Franse generaal en latere historicus Ségur, “te midden van instortende vloeren en plafonds vallende kroonluchters en smeltende ijzeren daken”. Al die tijd gaf Napoleon luidkeels uiting aan zijn woede, maar ook aan zijn bewondering voor het Russische offer. “Wat een karakter tonen die barbaren“, zou hij volgens Ségur steeds hebben geroepen.

### Terugtocht
Toen de brand eindelijk was uitgewoed, was driekwart van de stad verwoest. Toen Ségur Moskou weer binnenging trof hij “slechts een paar verspreide huizen aan die te midden van de ruïnes nog overeind stonden”. Alle kerken en paleizen waren geplunderd, voor zover ze niet in as waren gelegd. Bibliotheken en andere nationale schatten waren in vlammen opgegaan. In een vlaag van woede gaf Napoleon nog opdracht het Kremlin op te blazen, om het mislopen van zijn grootste overwinning te vergelden. Het Arsenaal werd opgeblazen en een deel van de middeleeuwse muren werden vernietigd, maar alle kerken van het Kremlin bleven overeind staan.
Drie weken later viel de eerste sneeuw en trad de winter onverwacht vroeg in. Niet in staat om zonder voorraden te overleven in de verwoeste stad, waren de Fransen gedwongen zich terug te trekken. Napoleon zou later verklaren dat als hij veertien dagen later uit Moskou was vertrokken, hij Koetoezovs leger, dat bij Taroetino was gelegerd, had kunnen vernietigen. Het was niet meer dan achteraf-denken. De terugtocht bleek echter onomkeerbaar. De Russen achtervolgden de Fransen uiteindelijk tot in Parijs.

## Wederopbouw

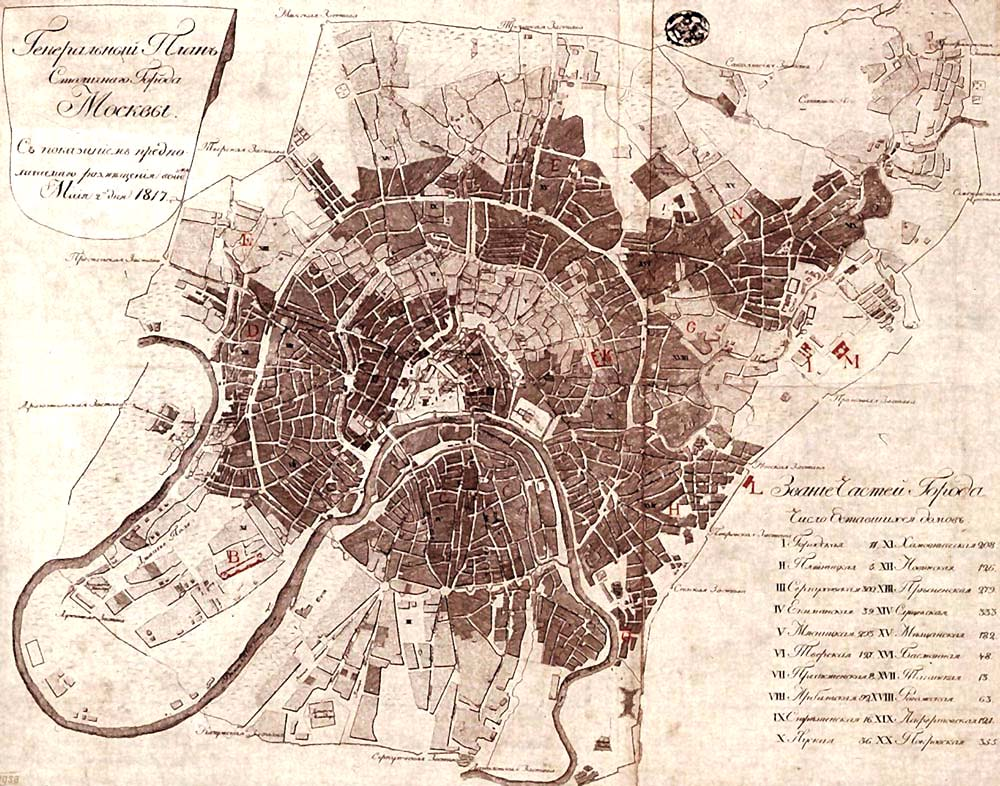
Kaart uit 1817, verwoeste delen donker weergegeven

De brand van Moskou had driekwart van de stad verwoest. Na de terugtrekking van Napoleon werd echter direct begonnen met de wederopbouw, deels in Europese stijl, maar (en zich daarmee onderscheidend van Sint-Petersburg) tevens met behoud van haar eigen oosterse stijl. Wat opviel was dat de brand vooral veel ruimte had geschapen: het Rode Plein werd een echte openbare ruimte van waaruit drie nieuwe avenues uitwaaierden over de stad, verbonden door twee grote ringwegen (de Boulevard en de Tuinring), die ook nu nog steeds de belangrijkste aders van de stad vormen. Een groots project was verder de vernieuwing van het Theaterplein, met het Bolsjojtheater, dat gereed kwam in 1824. Er werd ook veel privé-geld gestoken in de herbouw van de stad en het duurde niet lang of de avenues werden geflankeerd door elegante villa’s en grootse paleizen. Uiteindelijk heeft de brand zo veel bijgedragen aan de verfraaiing van de oude ‘houten’ stad en werd ze het symbool van de nationale wederopleving na 1812.